# Ante Vlahović
Mr. sc. Ante Vlahović (Komin, 1951.), predsjednik Uprave Adris grupe d.d., Rovinj. Godine 1980. završava poslijediplomski studij ekonomskih znanosti na Ekonomskom fakultetu u Zagrebu. Od 1977. do 1994. godine bio je direktor tržišnog poslovanja Tvornice duhana Rovinj, a 1994. godine postao je predsjednik Uprave Tvornice duhana Rovinj. Od 2004. godine predsjednik je Uprave Adris grupe. Svojom donacijom djeci bez roditelja te starim i nemoćnim osobama svrstao se u red najvećih hrvatskih filantropa.

## Adris grupa
O uspješnosti ovog gospodarstvenika ponajbolje svjedoči činjenica da je, primjerice, u navedenom razdoblju Adris grupa povećala prihode deset puta, dobit trideset puta, a vrijednost kapitala čak pedeset puta. Broj zaposlenih povećao se dvadeset puta, a vrijednost dionica više od sto puta! Adris je istodobno investirao više od osam milijardi kuna, od čega u turizam više od četiri milijarde kuna. Tri četvrtine dionica i danas je u rukama sadašnjih i bivših zaposlenika, a nitko nema više od 14,1 %. Adris grupa danas posluje s godišnjim prihodom od gotovo šest milijardi kuna i zapošljava više od šest tisuća ljudi. 
Adris je izrastao na tradiciji proizvodnje duhana u Rovinju dugoj više od 140 godina, s namjerom da investira i u druga područja poslovanja. Prije desetak godina Adris je najavio kako će ozbiljno investirati u turizam, pokrenuti proizvodnju zdrave hrane i nastojati ulagati u financijski sektor, odnosno industriju osiguranja. Sada svjedočimo činjenici da je Maistra postala jedna od vodećih turističkih kompanija u Hrvatskoj s najluksuznijim hotelima, s više od 11 tisuća smještajnih jedinica i tri i pol milijuna noćenja, a Cromaris uvjerljivo najveći proizvođač ribe na Jadranu i među sedam najvećih u Europi u proizvodnji orada i brancina. Preuzimanje Croatia osiguranja Adrisov je snažan iskorak u industriju osiguranja i potvrda namjere nastavka ulaganja u Hrvatskoj, ali i težnje da daljnjim ulaganjima i odgovornim upravljanjem Croatia osiguranje izraste u regionalnog osiguravateljskog lidera koji je konkurentan i na globalnom tržištu. Uza sve to, Adris prednjači i svojom društvenom odgovornošću, o čemu najbolje svjedoči Zaklada Adris, najveća korporativna zaklada u ovom dijelu Europe, koja godišnje donira gotovo milijun eura za različite projekte – od razvoja znanosti i pomaganja mladima do očuvanja hrvatske baštine i poticanja kreativnosti. Od svojeg osnutka 2007. godine Zaklada je donirala gotovo 50 milijuna kuna.

## Nagrade i priznanja
Za svoj rad mr. Vlahović dobio je više prestižnih nagrada. Uz ostalo, dobitnik je nagrade za najuspješnijeg menadžera u srednjoj i jugoistočnoj Europi te regionalne nagrade Brand Leader za poseban doprinos razvoju elitnog turizma na području jugoistočne Europe. Dobitnik je prestižne nagrade „Gospodarstvenik godine“ koju dodjeljuju Večernji list i Poslovni dnevnik, i to u dvjema kategorijama: prema izboru stručnog žirija i, u odvojenom postupku, prema izboru čitatelja. Istu mu je nagradu stručni žiri dodijelio i 2018. g. Za izniman doprinos razvoju gospodarstva Rovinja, Istre i Hrvatske Ante Vlahović dobitnik je priznanja za životno djelo – Grba grada Rovinja.

## Privatni život
Živi u Rovinju sa suprugom Marijom Tomišić Vlahović, profesoricom engleskog jezika i književnosti te talijanskog jezika i književnosti. Otac je dviju kćeri, arhitektice Ines i Tee Silvije, mag. oec.

## Vanjske poveznice
- Službena internetska stranica Adris grupe